# Laurens Looy
Laurens Looy/Looij (Klaaswaal, 12 januari 1903 – Sliedrecht, 29 oktober 1976) was een Nederlands politicus.
Hij werd geboren als zoon van Cornelis Looy (1868-1921) en Neeltje Philippina Diamant (1867-1943). Toen hij in 1925 trouwde was hij gemeenteklerk. Hij was commies ter secretarie bij de gemeente Rotterdam voor hij februari 1941 burgemeester van Alblasserdam werd. In 1943 werd Looy ontslagen en ruim een maand later werd hij opgevolgd door een NSB'er. Na de bevrijding keerde Looy daar terug als burgemeester. In februari 1968 ging hij met pensioen en in 1976 overleed hij op 73-jarige leeftijd.